# Хелланн-Хансен, Бьёрн
Бьёрн Хелланн-Хансен (норв. Bjørn Helland-Hansen; 16 октября 1877 — 7 сентября 1957) — крупнейший норвежский океанограф.
Известен своими работами о погодных явлениях в северной части Атлантического океана и в атмосфере. В 1909 году вместе с Фритьофом Нансеном опубликовал классический труд по Норвежскому морю, «The Norwegian sea».

## Биография
Бьёрн Хелланн-Хансен изучал медицину. Во время обучения участвовал в экспедиции в Северную Норвегию Кристиана Биркеланна, целью которой было изучение северного сияния. В экспедиции отморозил себе пальцы рук, некоторые пришлось ампутировать. Затем проявил интерес к океанографии, которую изучал в Копенгагене под руководством Мартина Кнудсена. В 1900 году поступил на работу ассистентом-гидрографом в Бергене, где долгое время сотрудничал с Нансеном, работавшим зоологом в Бергенском музее. С 1900 по 1905 год Нансен и Хелланн-Хансен совершили несколько плаваний на специально построенном исследовательском судне «Michael Sars», в основном в Норвежском море.
В 1905 году он опубликовал книгу «The Hydrography of the Faeroe-Shetland Channel», где вывел формулу для вычисления скорости морских течений, известную сейчас как формула Хелланна-Хансена. В течение многих лет Хелланн-Хансен был директором биологической станции Бергенского музея, где его заслугой, в частности, было объединение исследований по физической океанографии и биологии моря. На станции какое-то время работал будущий капитан экспедиции Русанова Александр Кучин. Хелланн-Хансен выступил его поручителем, когда последний поступил в экспедицию Амундсена, отправлявшуюся в Антарктику.
В 1910 году разработал фотометр, позже названный его именем. Фотометр был включён в состав научного оборудования «Michael Sars» и впервые использован на глубине около 500 м в районе Азорских островов. В 1915 году Хелланн-Хансен получил место профессора океанографии в Бергенском музее, а в 1917 году был назначен директором Геофизического института при музее.
С 1936 по 1945 год Бьёрн Хелланн-Хансен был президентом Международной ассоциации физической океанографии, а с 1946 по 1948 — президентом Международного союза геодезии и геофизики. Был награждён Крестом святого Олафа в 1936 году за научные достижения, а в 1946 году стал командором ордена за вклад в развитие Бергенского музея. Именем Хелланна-Хансена назван остров в Карском море, восточнее островов Гейберга — остров Гелланд-Гансена.